# Porte de Bisagra Antigua
La Puerta de Bisagra Antigua (à l'origine Porte Bab al-Saqra, également appelée Puerta de Alfonso VI) est une porte de la ville de Tolède, en Espagne.

## Histoire
La structure a été construite au Xe siècle, pendant le califat de Cordoue. Elle est aussi appelée "Bisagra d'Antigua" pour la distinguer de la Porte de Bisagra Nueva, qui a été construite en 1559. La porte était l'entrée principale de la ville et date de la période musulmane.